# Сімелуе-Барат
Сімелуе Барат — район регентства Сімелуе на остріві Сімелуе в індонезійській провінції Ачех. За переписом 2010 року загальна кількість населення становила 10 024 особи, які проживали в 1875 домогосподарствах у 2005 році.